# Philipp Adam von Hardenberg
Philipp Adam von Hardenberg (* 19. September 1695 in Magdeburg; † 20. Mai 1760 ebenda) war ein deutscher Domherr und Besitzer mehrerer Rittergüter.

## Leben

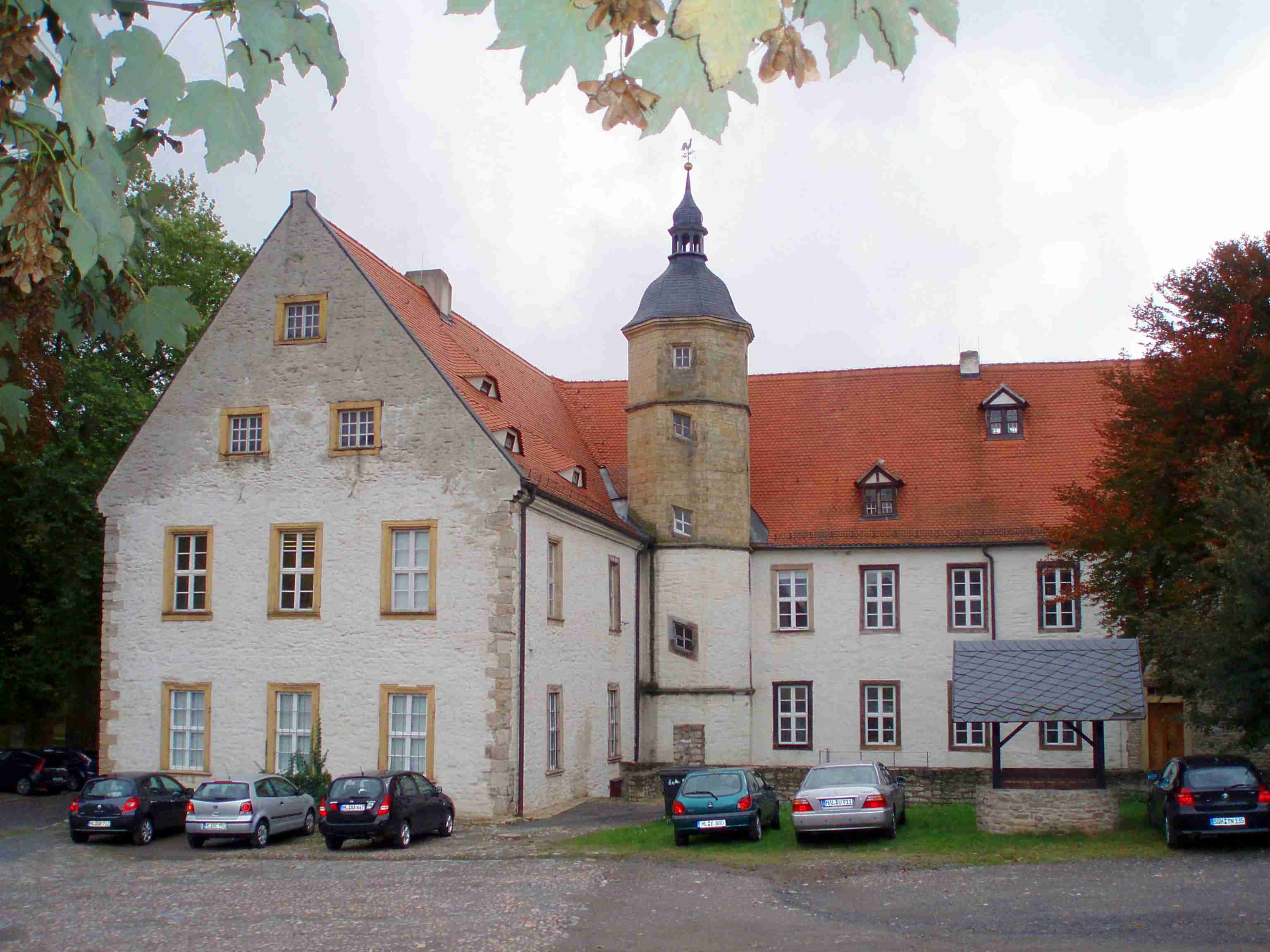
Schloss Oberwiederstedt, Geburtshaus

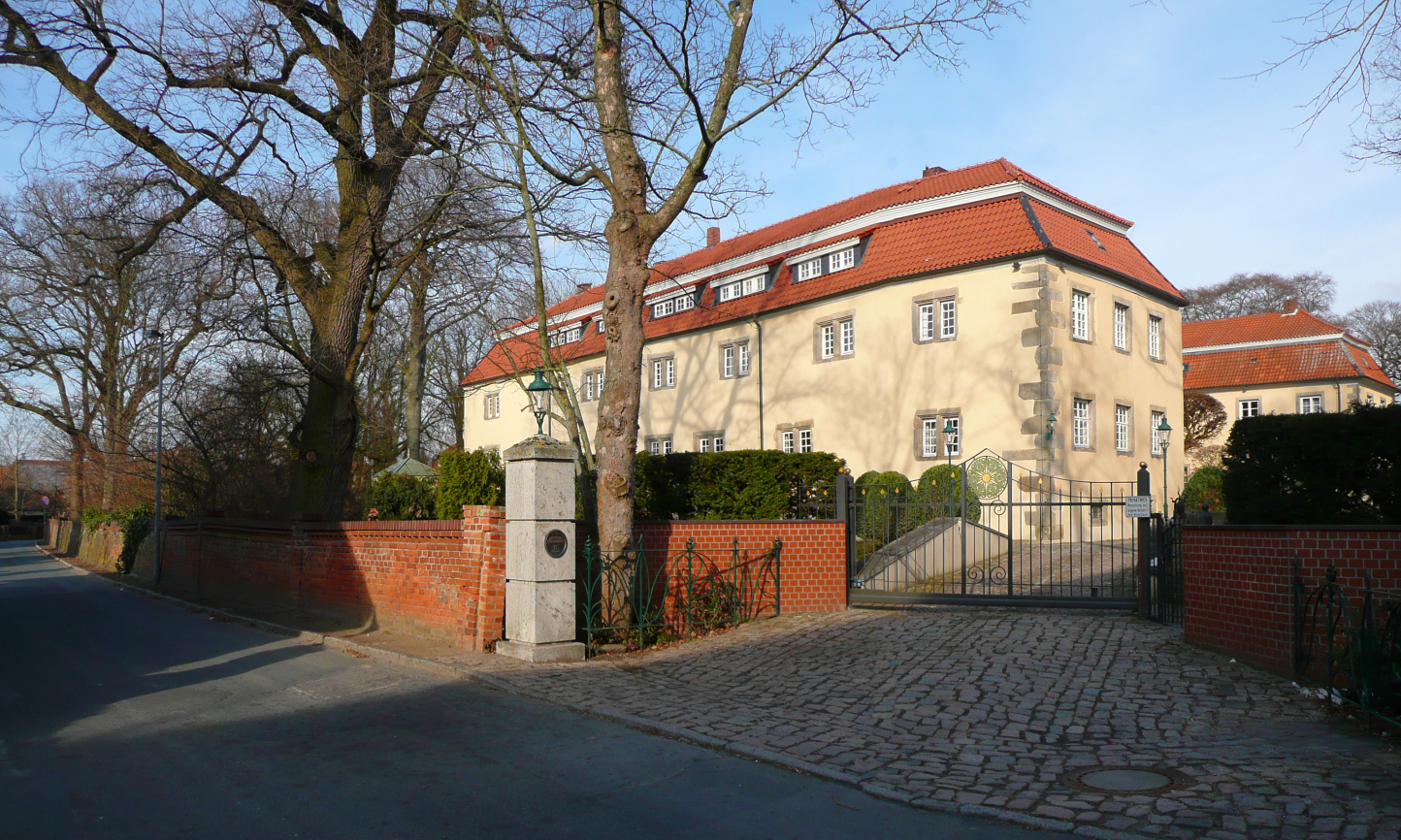
Schloss Rethmar bei Hannover, Wohnsitz

Er stammte aus dem später in den Freiherrenstand erhobenen Wiederstedter Zweig des niedersächsischen Adelsgeschlechts von Hardenberg und war der Sohn von Georg Anton von Hardenberg (1666–1721), der durch Erbschaft das Rittergut Oberwiederstedt im Kurfürstentum Sachsen erhalten hatte, auf dem 1772 als Nachfahre der Dichter Novalis geboren wurde. Der Vater verschaffte Philipp Adam am Dom zu Magdeburg eine Präbende und Domherrenstelle. Später wurde dieser dort Senior, Thesaurarius und Obedientiarius.
Seine Mutter war Dorothea, geborene Edle Tochter zu Eltz († 1724), eine Tochter des Friedrich Casimir zu Eltz, hannoverscher Berghauptmann im Harz und Landdrost des Fürstentums Grubenhagen und der Barbara Margareta geborene von Pfuel. Der hannoversche Politiker, Staatsmann und Minister Friedrich August von Hardenberg (1700–1768) war sein jüngerer Bruder und wuchs gemeinsam mit ihm hauptsächlich auf Schloss Oberwiederstedt auf.
1728 erhielt er nach dem Tod seines Onkels Philipp Adam zu Eltz das Schloss Rethmar bei Hannover testamentarisch vermacht, auf dem er zeitweise lebte, sofern er nicht seiner Residenzpflicht in Magdeburg nachkommen musste.
Hardenberg bemühte sich um den Erwerb mehrerer anderer Rittergüter, so Salzfurth, Capelle und Thalheim an der Grenze zu Anhalt, die er nur wenige Monate später dem Alten Dessauer überließ, so dass der Eindruck entstand, er habe diesen Kauf nur als dessen Strohmann vollzogen.

## Familie
Verheiratet war er mit Dorothea Louise geborenen von Steinberg. Über dem Gartenportal des Rethmarer Schlosses befindet sich ihr Allianzwappen in Sandstein. Ihr gemeinsamer Sohn war Georg Ludwig von Hardenberg (* 8. Juni 1720 in Wolfenbüttel; † 28. Mai 1786 in Halberstadt), evangelischer Domdechant und deutscher Hymnologe. Eine Tochter war Amalie Ernestine von Hardenberg (1723–1782), die zunächst mit Johann Wilhelm Ludwig von Berlepsch (1717–1757) und danach mit dem bremen-verdischen Minister Bodo Friedrich von Bodenhausen (1705–1781) vermählt war. Friedrich Ludwig von Berlepsch war ein Enkel.

## Nachlass
Sein Nachlass wird heute gemeinsam mit der Novalis-Überlieferung im Gutsarchiv Oberwiederstedt Landesarchiv Sachsen-Anhalt am Standort Wernigerode verwaltet.